# 風連町
風連町（日语：／ Fūren chō */?）為過去位於北海道上川支廳的行政區劃，位於名寄盆地的中央。已於2006年3月27日與名寄市合併，目前為名寄市的合併特例區。
名稱源自阿伊努語的「hure-pet」，意思為紅色的河川。 

## 歷史
- 1897年：設置多寄村，隸屬增毛支廳（現在的留萌支廳）天鹽村戶長役場（現在的天鹽町）管轄。[1]
- 1899年：多寄村改隸屬上川支廳上川郡。
- 1909年4月1日：多寄村成為北海道二級村。[2]
- 1924年4月1日：多寄村成為北海道一級村。
- 1953年8月1日：改制為風連町。
- 2006年3月27日：與名寄市合併為新設立的名寄市。

## 產業
以稻作為主，是著名的糯米產地，產量為北海道第一。

## 交通

### 機場
- 旭川機場（位於東神樂町）

### 鐵路
- 北海道旅客鐵道
  - 宗谷本線：風連車站 - 東風連車站
- 過去曾有深名線，現已停駛。

### 道路
| 一般國道 - 國道40號 | 道道 - 北海道道206號下川風連線 - 北海道道328號風連停車場線 - 北海道道537號旭士別線 - 北海道道538號旭名寄線 - 北海道道729號朱鞠內風連線 - 北海道道758號風連線 - 北海道道798號西風連名寄線 - 北海道道850號瑞生下士別線 - 北海道道976號西風連士別線 |

## 觀光景點
| - 風連望湖台自然公園 - 農產出貨調整施設的壁畫 | - 風連冬祭 - 日進雪節 - 白樺祭 - 風連鄉土祭 - 風連神社祭 |

## 教育

### 高等學校
- 道立北海道風連高等學校

### 中學校
| - 風連町立風連中學校 | - 風連町立日進中學校 |

### 小學校
| - 風連町立風連中央小學校 - 風連町立下多寄小學校 | - 風連町立日進小學校 - 風連町立東風連小學校 |

## 姊妹市・友好都市

### 日本
- 杉並區（東京都）
- 吾妻町（群馬縣）